# Denver Broncos 1964
La stagione 1964 dei Denver Broncos è stata la quinta della franchigia nell'American Football League. Per la seconda stagione consecutiva la squadra terminò con un bilancio di due vittorie, undici sconfitte e un pareggio, terminando all'ultimo posto nella Western Division della AFL.
Nel marzo 1964, il Chicago Sun-Times riportò che il proprietario dei Chicago White Sox Arthur Allyn Jr. aveva in programma di acquistare i Broncos e trasferirli a giocare a Chicago a Comiskey Park. Sia Allyn che il presidente dei Broncos Cal Kunz negarono l'accordo e i Broncos rimasero a Denver.

## Calendario
| Stagione regolare |                       |           |                      |        |
| Turno             | Avversario            | Risultato | Stadio               | Record |
| 1                 | at New York Jets      | S 6–30    | Shea Stadium         | 0–1    |
| 2                 | at Buffalo Bills      | S 13–30   | War Memorial Stadium | 0–2    |
| 3                 | Houston Oilers        | S 17–38   | Bears Stadium        | 0–3    |
| 4                 | Boston Patriots       | S 10–39   | Bears Stadium        | 0–4    |
| 5                 | Kansas City Chiefs    | V 33–27   | Bears Stadium        | 1–4    |
| 6                 | at San Diego Chargers | S 14–42   | Balboa Stadium       | 1–5    |
| 7                 | at Oakland Raiders    | S 7–40    | Frank Youell Field   | 1–6    |
| 8                 | at Kansas City Chiefs | S 39–49   | Municipal Stadium    | 1–7    |
| 9                 | San Diego Chargers    | S 20–31   | Bears Stadium        | 1–8    |
| 10                | New York Jets         | V 20–16   | Bears Stadium        | 2–8    |
| 11                | at Boston Patriots    | S 7–12    | Fenway Park          | 2–9    |
| 12                | Oakland Raiders       | P 20–20   | Bears Stadium        | 2–9–1  |
| 14                | Buffalo Bills         | S 19–30   | Bears Stadium        | 2–10–1 |
| 15                | at Houston Oilers     | S 15–34   | Jeppesen Stadium     | 2–11–1 |

## Classifiche
| AFL Western Division | AFL Western Division | AFL Western Division | AFL Western Division | AFL Western Division | AFL Western Division | AFL Western Division | AFL Western Division | AFL Western Division | AFL Western Division |
|                      | V                    | S                    | P                    | %                    | DIV                  | PF                   | PF                   | Str.                 |                      |
| -------------------- | -------------------- | -------------------- | -------------------- | -------------------- | -------------------- | -------------------- | -------------------- | -------------------- | -------------------- |
| San Diego Chargers   | 8                    | 5                    | 1                    | .615                 | 4–2                  | 341                  | 300                  | S2                   |                      |
| Kansas City Chiefs   | 7                    | 7                    | 0                    | .500                 | 4–2                  | 366                  | 306                  | V2                   |                      |
| Oakland Raiders      | 5                    | 7                    | 2                    | .417                 | 2–3–1                | 303                  | 350                  | V2                   |                      |
| Denver Broncos       | 2                    | 11                   | 1                    | .154                 | 1–4–1                | 240                  | 438                  | S2                   |                      |

Nota: I pareggi non venivano conteggiati ai fini della classifica fino al 1972.